# Jendrek Stanek
Jendrek Stanek (* 16. September 1981 in Kowary, Polen) ist ein ehemaliger deutscher Skirennläufer.

## Karriere
Jendrek Stanek war von 2003 bis 2007 Mitglied im B-Kader des Deutschen Skiverbandes (DSV) und gehörte in der Saison 2007/08 dem Förderkader des DSV an. Er hatte seinen größten sportlichen Erfolg mit der Teilnahme an den Alpinen Skiweltmeisterschaften 2003 in St. Moritz. Er startete für den WSV Königssee in den Disziplinen Slalom und Riesenslalom und wurde 2004 Mitglied des Zoll-Skiteams. Zu seinem erweiterten Betreuerkreis gehörten der Olympiasieger Christoph Langen als Trainer und Franz König als Berater. Nach mehreren Knieverletzungen beendete er im Sommer 2008 seine aktive Karriere und war bis Frühjahr 2009 für den Deutschen Zoll im Hauptzollamt Dresden tätig.

## Erfolge

### Weltmeisterschaften
- St. Moritz 2003: DNF Slalom

### Juniorenweltmeisterschaften
- Verbier 2001: 11. Slalom, 56. Riesenslalom

### Europacup
- 3 Platzierungen unter den besten 30

### Weitere Erfolge
- Bronze bei den deutschen Meisterschaften im Slalom (2001)